# Naturgucker.de
naturgucker.de ist eine gemeinnützige eingetragene Genossenschaft mit Sitz in Northeim, Niedersachsen. Sie stellt seit 2008 eine Internetplattform zur Vernetzung von Naturbeobachtern zur Verfügung. Registrierte Nutzer können ihre eigenen Beobachtungen von Vögeln, Säugetieren, Insekten, Pflanzen oder anderen Organismen weltweit eintragen und sich darüber austauschen, Beobachtungen anzweifeln, oder sich gegenseitig helfen. 2012 sind die NABU Landesverbände von Hessen und Rheinland-Pfalz der Genossenschaft beigetreten.
Die Ziele der Plattform sind die Förderung von Natur-, Biotop- und Artenschutz sowie der diesbezüglichen Jugend-, Bildungs- und Forschungsarbeit. Die von den Nutzern erfassten Beobachtungsdaten werden daher kleinräumig Lebensräumen zugeordnet und für Naturschutz, Bildung und Forschung frei zugänglich gemacht (zum Beispiel für wissenschaftliche Untersuchungen zum Klimawandel). Naturgucker ist damit sowohl eine Online-Community als auch ein Citizen-Science-Projekt.
Die Nutzerzahlen von naturgucker.de lagen 2012 bei 10 000 dauerhaft und einmalig registrierten Beobachtern. Anfang 2011 erfolgten durchschnittlich 238 registrierte Naturbeobachtungen pro Benutzer und Jahr sowie 1,35 Millionen Seitenaufrufe der Website pro Monat.
Die Plattform von naturgucker.de wird zudem anderen Kooperationspartnern zur Verfügung gestellt, beispielsweise dem NABU Hessen seit 2009. Kooperationen bestehen zudem mit dem NABU Bundesverband und vier weiteren NABU-Landesverbänden, dem GEO Tag der Artenvielfalt, dem Deutschen Alpenverein, dem Landesbund für Vogelschutz in Bayern und weiteren Organisationen.